# Cuộc đua thuyền Oxford-Cambridge

Biểu trưng của cuộc đua thuyền

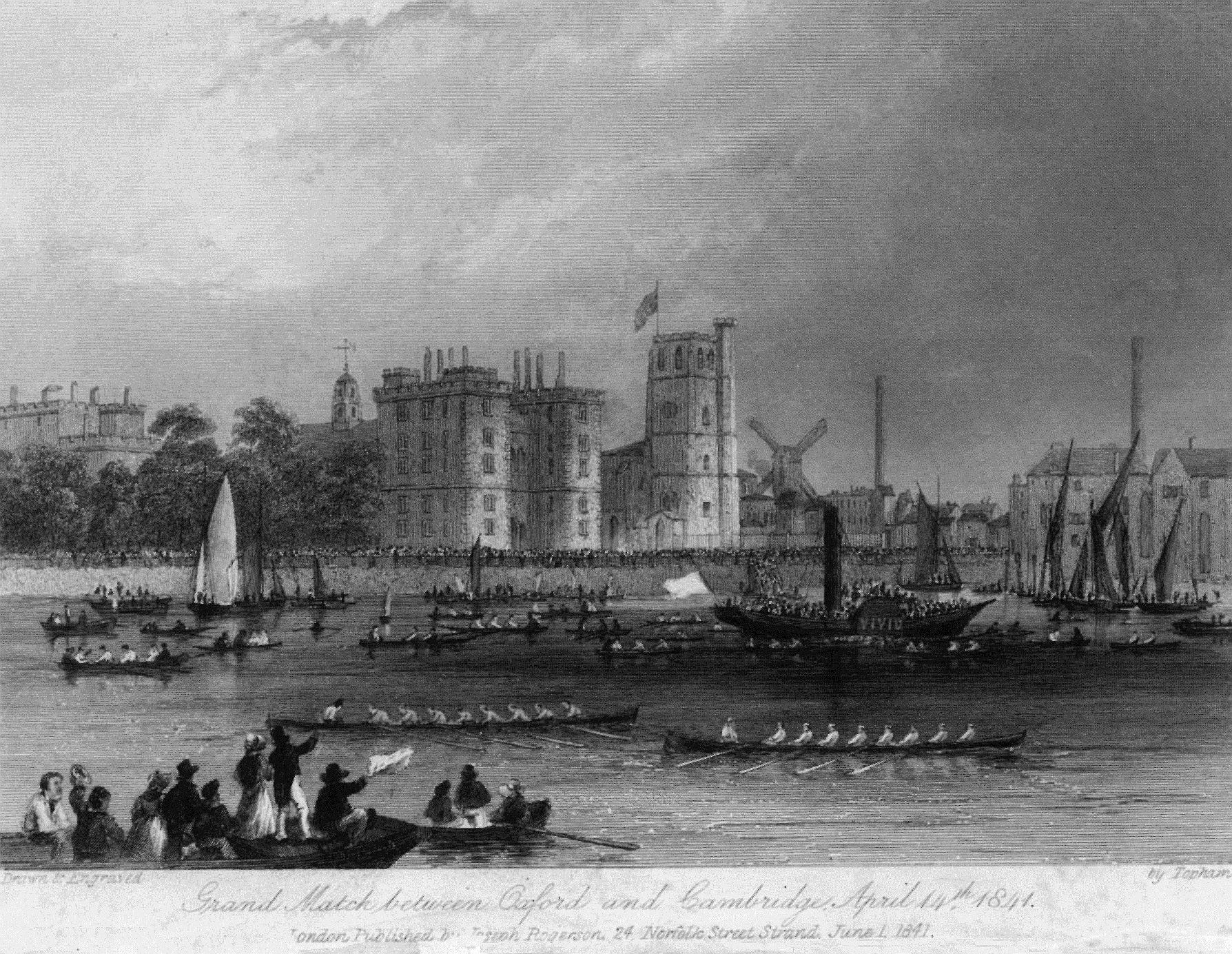
Một bản khắc về Cuộc đua thuyền năm 1841, với Cung điện Lambeth

Cuộc đua thuyền Oxford - Cambridge là một trong những cuộc đua thuyền lớn nhất thế giới, đó là cuộc thi giữa 2 đại học: Cambridge và Oxford.

## Thời gian và địa điểm đua

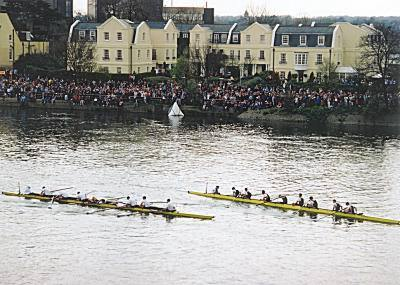
Khán giả đang reo hò khi 2 đội cán đích cuộc đua năm 2002

Cuộc đua được tổ chức vào cuối tháng 3 hoặc đầu tháng 4, đường đua là một khúc sông Thames dài 4,25 dặm giữa Putley và Mortlake. Cuộc đua được tổ chức dao động từ giữa trưa cho đến tầm 3 giờ chiều. Nó thu hút rất đông khán giả theo dõi, người xem tụ tập kín hai bên bờ sông, trên các con thuyền và số khác thì xem tại nhà qua ti vi.
Lần đầu tiên cuộc đua được tổ chức ở Henley vào năm 1829, nhưng sau đó vào năm 1845 đã được chuyển tới đường đua hiện nay. Chỉ tính đến năm 1966, thì đội trường Cambridge đã giành chiến thắng tổng cộng 61 lần, còn Oxford là 50 lần thắng trong đó có một lần thắng liên tiếp vào năm 1877.
- 1829 - Tại Henley-on-Thames
- 1839 tới 1842 - từ Westminster tới Putney
- Các năm 1846, 1856, 1862, 1863 - Mortlake tới Putney

Do thời tiết mỗi năm mỗi khác, có năm thời tiết xấu, nước sông có thể bị động mạnh ở một số điểm trên đường đua, dẫn đến chìm thuyền. Thuyền của đội Cambridge bị đắm vào năm 1859, còn của Oxford năm 1925 và 1951, cả hai đội đều bị đắm năm 1929.
Trong năm 2006, Oxford đã ghi vào kỷ lục với đội đua nặng ký nhất trong lịch sử của cuộc đua thuyền.

## Lịch sử
Cuộc đua truyền thống này bắt đầu bởi Charles Merivale, một sinh viên trường Cambridge, và bạn học của anh ta là Charles Wordsworth, học tại Oxford. Cambridge thách thức Oxford đua thi, và cuộc đua lại tiếp tục năm sau đó.

## Kết quả
Trong cuộc đua năm 1948, đội Cambridge đã lập kỷ lục mới với thành tích 17 phút 50 giây.
- Cambridge: 84 lần thắng
- Oxford: 80 lần thắng
- Hòa: 1

| Ngày                 | Đội thắng | Thời gian |
| -------------------- | --------- | --------- |
| 10 tháng 6 năm 1829  | Oxford    | 14.03     |
| 17 tháng 7 năm 1836  | Cambridge | 36.00     |
| 3 tháng 4 năm 1839   | Cambridge | 31.00     |
| 15 tháng 4 năm 1840  | Cambridge | 29.03     |
| 14 tháng 4 năm 1841  | Cambridge | 32.03     |
| 11 tháng 6 năm 1842  | Oxford    | 30.01     |
| 15 tháng 3 năm 1845  | Cambridge | 23.03     |
| 3 tháng 4 năm 1846   | Cambridge | 21.05     |
| 29 tháng 4 năm 1849  | Cambridge | 22.00     |
| 15 tháng 12 năm 1849 | Oxford    | foul      |
| 3 tháng 4 năm 1852   | Oxford    | 21.36     |
| 8 tháng 4 năm 1854   | Oxford    | 25.29     |
| 15 tháng 3 năm 1856  | Cambridge | 25.45     |
| 4 tháng 4 năm 1857   | Oxford    | 22.05     |
| 27 tháng 3 năm 1858  | Cambridge | 21.23     |
| 15 tháng 4 năm 1859  | Oxford    | 24.04     |
| 31 tháng 3 năm 1860  | Cambridge | 26.05     |
| 23 tháng 3 năm 1861  | Oxford    | 23.03     |
| 12 tháng 4 năm 1862  | Oxford    | 24.04     |
| 28 tháng 3 năm 1863  | Oxford    | 23.06     |
| 19 tháng 3 năm 1864  | Oxford    | 21.04     |
| 8 tháng 3 năm 1865   | Oxford    | 21.24     |
| 24 tháng 3 năm 1866  | Oxford    | 25.35     |
| 13 tháng 4 năm 1867  | Oxford    | 22.39     |
| 4 tháng 4 năm 1868   | Oxford    | 20.56     |
| 17 tháng 3 năm 1869  | Oxford    | 20.04     |
| 6 tháng 4 năm 1870   | Cambridge | 22.04     |
| 1 tháng 4 năm 1871   | Cambridge | 23.01     |
| 23 tháng 3 năm 1872  | Cambridge | 21.15     |
| 29 tháng 3 năm 1873  | Cambridge | 19.35     |
| 28 tháng 3 năm 1874  | Cambridge | 22.35     |
| 20 tháng 3 năm 1875  | Oxford    | 22.02     |
| 8 tháng 4 năm 1876   | Cambridge | 20.02     |
| 24 tháng 3 năm 1877  | Hòa       | 24.08     |
| 13 tháng 4 năm 1878  | Oxford    | 22.15     |
| 5 tháng 4 năm 1879   | Cambridge | 21.18     |
| 22 tháng 3 năm 1880  | Oxford    | 21.23     |
| 8 tháng 4 năm 1881   | Oxford    | 21.51     |
| 1 tháng 4 năm 1882   | Oxford    | 20.12     |
| 15 tháng 3 năm 1883  | Oxford    | 21.18     |
| 7 tháng 4 năm 1884   | Cambridge | 21.39     |
| 28 tháng 3 năm 1885  | Oxford    | 21.36     |
| 3 tháng 4 năm 1886   | Cambridge | 22.03     |
| 26 tháng 3 năm 1887  | Cambridge | 20.52     |
| 24 tháng 3 năm 1888  | Cambridge | 20.48     |
| 30 tháng 3 năm 1889  | Cambridge | 20.14     |
| 26 tháng 3 năm 1890  | Oxford    | 22.03     |
| 21 tháng 3 năm 1891  | Oxford    | 21.48     |
| 9 tháng 4 năm 1892   | Oxford    | 19.01     |
| 22 tháng 3 năm 1893  | Oxford    | 18.45     |
| 17 tháng 3 năm 1894  | Oxford    | 21.39     |
| 30 tháng 3 năm 1895  | Oxford    | 20.05     |
| 28 tháng 3 năm 1896  | Oxford    | 20.01     |
| 3 tháng 4 năm 1897   | Oxford    | 19.12     |
| 26 tháng 3 năm 1898  | Oxford    | 22.15     |
| 25 tháng 3 năm 1899  | Cambridge | 21.04     |
| 31 tháng 3 năm 1900  | Cambridge | 18.45     |
| 30 tháng 3 năm 1901  | Oxford    | 22.31     |
| 22 tháng 3 năm 1902  | Cambridge | 19.09     |
| 1 tháng 4 năm 1903   | Cambridge | 19.33     |
| 26 tháng 3 năm 1904  | Cambridge | 21.37     |
| 1 tháng 4 năm 1905   | Oxford    | 20.35     |
| 7 tháng 4 năm 1906   | Cambridge | 19.25     |
| 16 tháng 3 năm 1907  | Cambridge | 20.26     |
| 4 tháng 4 năm 1908   | Cambridge | 19.02     |
| 3 tháng 4 năm 1909   | Oxford    | 19.05     |
| 23 tháng 3 năm 1910  | Oxford    | 20.14     |
| 1 tháng 4 năm 1911   | Oxford    | 18.29     |
| 1 tháng 4 năm 1912   | Oxford    | 22.05     |
| 13 tháng 3 năm 1913  | Oxford    | 20.53     |
| 28 tháng 3 năm 1914  | Cambridge | 20.23     |
| 28 tháng 3 năm 1920  | Cambridge | 21.11     |
| 30 tháng 3 năm 1921  | Cambridge | 19.45     |
| 1 tháng 4 năm 1922   | Cambridge | 19.27     |
| 24 tháng 3 năm 1923  | Oxford    | 20.54     |
| 5 tháng 4 năm 1924   | Cambridge | 18.41     |
| 28 tháng 3 năm 1925  | Cambridge | 21.05     |
| 27 tháng 3 năm 1926  | Cambridge | 19.29     |
| 2 tháng 4 năm 1927   | Cambridge | 20.14     |
| 31 tháng 3 năm 1928  | Cambridge | 20.25     |

| Ngày                | Đội thắng | Thời gian |
| ------------------- | --------- | --------- |
| 23 tháng 3 năm 1929 | Cambridge | 19.24     |
| 12 tháng 4 năm 1930 | Cambridge | 19.09     |
| 21 tháng 3 năm 1931 | Cambridge | 19.26     |
| 19 tháng 3 năm 1932 | Cambridge | 19.11     |
| 1 tháng 4 năm 1933  | Cambridge | 20.57     |
| 17 tháng 3 năm 1934 | Cambridge | 18.03     |
| 6 tháng 4 năm 1935  | Cambridge | 19.48     |
| 4 tháng 4 năm 1936  | Cambridge | 21.06     |
| 24 tháng 3 năm 1937 | Oxford    | 22.39     |
| 2 tháng 4 năm 1938  | Oxford    | 20.03     |
| 1 tháng 4 năm 1939  | Cambridge | 19.03     |
| 30 tháng 3 năm 1946 | Oxford    | 19.54     |
| 29 tháng 3 năm 1947 | Cambridge | 23.01     |
| 27 tháng 3 năm 1948 | Cambridge | 17.50     |
| 26 tháng 3 năm 1949 | Cambridge | 18.57     |
| 1 tháng 4 năm 1950  | Cambridge | 20.15     |
| 26 tháng 3 năm 1951 | Cambridge | 20.05     |
| 29 tháng 3 năm 1952 | Oxford    | 20.23     |
| 28 tháng 3 năm 1953 | Cambridge | 19.54     |
| 3 tháng 4 năm 1954  | Oxford    | 20.23     |
| 26 tháng 3 năm 1955 | Cambridge | 19.01     |
| 24 tháng 3 năm 1956 | Cambridge | 18.36     |
| 30 tháng 3 năm 1957 | Cambridge | 19.01     |
| 5 tháng 4 năm 1958  | Cambridge | 18.15     |
| 28 tháng 3 năm 1959 | Oxford    | 18.52     |
| 2 tháng 4 năm 1960  | Oxford    | 18.59     |
| 1 tháng 4 năm 1961  | Cambridge | 19.22     |
| 7 tháng 4 năm 1962  | Cambridge | 19.46     |
| 23 tháng 3 năm 1963 | Oxford    | 20.47     |
| 28 tháng 3 năm 1964 | Cambridge | 19.18     |
| 3 tháng 3 năm 1965  | Oxford    | 18.07     |
| 26 tháng 3 năm 1966 | Oxford    | 19.12     |
| 25 tháng 3 năm 1967 | Oxford    | 18.52     |
| 30 tháng 3 năm 1968 | Cambridge | 18.22     |
| 5 tháng 4 năm 1969  | Cambridge | 18.04     |
| 28 tháng 3 năm 1970 | Cambridge | 20.22     |
| 27 tháng 3 năm 1971 | Cambridge | 17.58     |
| 1 tháng 4 năm 1972  | Cambridge | 18.36     |
| 7 tháng 3 năm 1973  | Cambridge | 19.21     |
| 6 tháng 4 năm 1974  | Oxford    | 17.35     |
| 29 tháng 3 năm 1975 | Cambridge | 19.27     |
| 20 tháng 3 năm 1976 | Oxford    | 16.58     |
| 19 tháng 3 năm 1977 | Oxford    | 19.28     |
| 25 tháng 3 năm 1978 | Oxford    | 18.58     |
| 17 tháng 3 năm 1979 | Oxford    | 20.33     |
| 5 tháng 4 năm 1980  | Oxford    | 19.02     |
| 4 tháng 4 năm 1981  | Oxford    | 18.11     |
| 27 tháng 3 năm 1982 | Oxford    | 18.21     |
| 2 tháng 4 năm 1983  | Oxford    | 19.07     |
| 18 tháng 3 năm 1984 | Oxford    | 16.45     |
| 6 tháng 4 năm 1985  | Oxford    | 17.11     |
| 29 tháng 3 năm 1986 | Cambridge | 17.58     |
| 28 tháng 3 năm 1987 | Oxford    | 19.59     |
| 2 tháng 4 năm 1988  | Oxford    | 17.35     |
| 25 tháng 3 năm 1989 | Oxford    | 18.27     |
| 31 tháng 3 năm 1990 | Oxford    | 17.22     |
| 30 tháng 3 năm 1991 | Oxford    | 16.59     |
| 4 tháng 4 năm 1992  | Oxford    | 17.44     |
| 27 tháng 3 năm 1993 | Cambridge | 17.00     |
| 26 tháng 3 năm 1994 | Cambridge | 18.09     |
| 1 tháng 4 năm 1995  | Cambridge | 18.04     |
| 6 tháng 4 năm 1996  | Cambridge | 16.58     |
| 29 tháng 3 năm 1997 | Cambridge | 17.38     |
| 28 tháng 3 năm 1998 | Cambridge | 16.19     |
| 3 tháng 4 năm 1999  | Cambridge | 16.41     |
| 25 tháng 3 năm 2000 | Oxford    | 18.04     |
| 24 tháng 3 năm 2001 | Cambridge | 17.44     |
| 30 tháng 3 năm 2002 | Oxford    | 16.54     |
| 6 tháng 4 năm 2003  | Oxford    | 18.06     |
| 28 tháng 3 năm 2004 | Cambridge | 18.47     |
| 27 tháng 3 năm 2005 | Oxford    | 16.42     |
| 2 tháng 4 năm 2006  | Oxford    | 18.26     |
| 7 tháng 4 năm 2007  | Cambridge | 17.49     |
| 29 tháng 3 năm 2008 | Oxford    | 20.53     |
| 29 tháng 3 năm 2009 | Oxford    | 17.00     |
| 3 tháng 4 năm 2010  | Cambridge | 17.35     |
| 26 tháng 3 năm 2011 | Oxford    | 17.32     |
| 7 tháng 4 năm 2012  | Cambridge | 17.23     |
| 31 tháng 3 năm 2013 | Oxford    | 17.28     |
| 6 tháng 4 năm 2014  | Oxford    | 18.36     |

| Ngày                | Đội thắng | Thời gian |
| ------------------- | --------- | --------- |
| 11 tháng 4 năm 2015 | Oxford    | 17.34     |
| 27 tháng 3 năm 2016 | Cambridge | 18.38     |
| 2 tháng 4 năm 2017  | Oxford    | 16.59     |
| 24 tháng 3 năm 2018 | Cambridge | 17.51     |
| 7 tháng 4 năm 2019  | Cambridge | 16.57     |

- Những cuộc đua không chính thức thời chiến tranh

| Ngày | Địa điểm           | Đội thắng |
| ---- | ------------------ | --------- |
| 1940 | Henley-on-Thames   | Cambridge |
| 1943 | Sandford-on-Thames | Oxford    |
| 1944 | Sông Ouse lớn, Ely | Oxford    |
| 1945 | Không rõ           | Cambridge |